# Terrytown
Terrytown – jednostka osadnicza w Stanach Zjednoczonych, w stanie Luizjana, w parafii Jefferson.